# Championnat de France masculin de beach-volley

## Palmarès
| Année | Champion                 | Finaliste             | Troisième              |
| ----- | ------------------------ | --------------------- | ---------------------- |
| 1994  | Burlas-Bouvier           | Tillie-Jurkovitz      | Briandet-Guissart      |
| 1995  | Deulofeu-Meucci          | Douenel-Canet         | Bouvier-Gras           |
| 1996  | Conte-Uguet              | Allard-Feret          | Desgranges-Heuty       |
| 1997  | Penigaud-Glowacz         | Canet-Hamel           | Jodard-Bouvier         |
| 1998  | Canet-Hamel              | Deulofeu-Guissart     | Delaye-Marty           |
| 1999  | Canet-Hamel              | Znatchkowsky-Daguerre | Conte-Rossi            |
| 2000  | Znatchkowsky-Daguerre    | Deulofeu-Guissart     | Penigaud-Jodard        |
| 2001  | Deulofeu-Molinier        | Conte-Salvetti        | Ces-Baumgartner        |
| 2002  | Deulofeu-Molinier        | Ces-Salvetti          | Leberre-Znatchkowsky   |
| 2003  | Canet-Hamel              | Conte-Guissart        | Filisetti-Damez        |
| 2004  | Conte-Uguet              | Deulofeu-Molinier     | Ces-Dugrip             |
| 2005  | pas de championnat       | pas de championnat    | pas de championnat     |
| 2006  | Deulofeu-Salvetti        | Ces-Dugrip            | Caravano-Damez         |
| 2007  | Ces-Ces                  | Ventresque-Lacombe    | Auclair-Auclair        |
| 2008  | Ces-Ces                  | Deulofeu-Salvetti     | Maison-Caravano        |
| 2009  | Ces-Ces                  | Lacaze-Peuvrel        | Salvetti-Caravano      |
| 2010  | Lyneel-Brachard          | Salvetti-Dugrip       | Basset-Lemaitre        |
| 2011  | Ces-Ces                  | Brachard-Rowlandson   | Gagliano-Lacombe       |
| 2012  | Alimi-Duée               | Salvetti-Rowlandson   | Lemaitre -Lacaze       |
| 2013  | Salvetti-Daguerre        | Gras-Duée             | Basset-Ullmann         |
| 2014  | Salvetti-Daguerre        |                       |                        |
| 2015  | Di Giantommaso-Thiercy   |                       |                        |
| 2016  | Di Giantommaso-Thiercy   |                       |                        |
| 2017  | Di Giantommaso-Thiercy   |                       |                        |
| 2018  | Di Giantommaso-Silvestre | Basset-Ullman         |                        |
| 2019  | Ayé-Gauthier-Rat         |                       |                        |
| 2020  | Krou-Rowlandson          | Ayé-Gauthier-Rat      |                        |
| 2021  | Krou-Barthélémy          |                       |                        |
| 2022  | Ayé-Ayé                  |                       |                        |
| 2023  | Barthélémy-Cattet        |                       |                        |
| 2024  | Ayé-Ayé                  | Barthélémy-Legrand    | Chouikh-Barbez-Altwies |